# Status Quo (band)
Status Quo, ook wel bekend als The Quo of gewoon Quo, is een Britse rockband waarvan de muziek gekarakteriseerd wordt door een sterke boogie- en boogiewoogiestijl. De klassieke bezetting, ook wel Frantic Four genoemd, bestond enerzijds uit oprichters Alan Lancaster en Francis Rossi en anderzijds uit Rick Parfitt en John Coghlan. Status Quo heeft meer dan 60 hits in het Verenigd Koninkrijk behaald, meer dan welke andere rockband ook. 22 singles bereikten de top tien in het Verenigd Koninkrijk.

## Biografie

### Vroege periode
De band begon in 1962 als de beatgroep The Spectres (niet te verwarren met de Australische groep The Spectres waar Bon Scott in meespeelde voordat hij bij AC/DC kwam). Rond 1967 ontdekten de bandleden de psychedelische rock en veranderden zij hun naam in 'Traffic' en niet veel later in 'Traffic Jam' (om verwarring te voorkomen met de band Traffic van Steve Winwood). Aan het eind van dat jaar trokken ze Rick Parfitt aan en noemden ze zich 'Status Quo'. De eerste grote hits waren psychedelische nummers zoals "Pictures of Matchstick Men", "Black Veils of Melancholy" en "Ice in the Sun",

### Hoogtijdagen
Op het album Ma Kelly's Greasy Spoon veranderde Quo zowel uiterlijk als muzikaal van stijl. Geleidelijk werd met de albums Piledriver en Hello! begin jaren zeventig een breed publiek bereikt. De band ontwikkelde een eigen kenmerkende stijl van weinig akkoorden, makkelijke teksten en een stevig ritme. De band had wereldwijd grote hits met onder andere "Mean Girl", "Paper Plane", "Caroline", "Down Down", "Break the Rules", "Whatever You Want", "Rockin' All Over the World", "The Wanderer" en "In the Army Now", maar brak nooit door in de VS. De grootste hit had de band in 1975 met de liveversie van "Roll Over Lay Down", van het album Hello! (1973).

### Einde Frantic Four
Het jaar 1982 stond voor Status Quo in het teken van hun twintigjarig jubileum. De band bracht een album uit getiteld: 1+9+8+2 (de som van de cijfers is 20). Drummer John Coghlan verliet de band tijdens de opname van dit album en werd vervangen door Pete Kircher. Ook Andy Bown werd toen officieel lid van Status Quo. Bown werkte toen al enkele jaren intensief mee met de band.
Op 14 mei 1982 speelde Status Quo in de N.E.C. in Birmingham. Onder het 11.000-koppige publiek bevond zich het prinselijke paar Charles en Diana. Een gedeelte van dit concert verscheen later dat jaar op een album getiteld: Live at the N.E.C.
In 1984 besloot de band te stoppen met toeren. Nog eenmaal werd een grootschalige wereldtournee ondernomen: de The End of the Road Tour. Deze werd afgesloten met een laatste optreden in Milton Keynes. Bassist Alan Lancaster verliet Status Quo en vestigde zich in Australië.
Francis Rossi en Rick Parfitt werkten in 1984 mee aan de Band Aid-single "Do They Know It's Christmas?". Dit nummer, dat wereldwijd een nummer 1-hit werd, werd opgenomen om geld in te zamelen voor de gigantische hongersnood in Afrika.
Alan Lancaster kwam nog eenmaal terug toen Status Quo in 1985 Live Aid opende met "Rockin' All Over the World". Dit concert was een vervolg op de inzameling van Band Aid en werd op twee podia gespeeld: het Wembley Stadium in Londen en het JFK Stadium in Philadelphia. Hoewel op dit optreden vooral vooraf kritiek in de media werd geuit, kreeg de band het 72.000 man tellende publiek aan het meezingen en dansen. Achteraf erkenden de sceptici hun ongelijk.

### Doorstart
In april 1986 besloten Parfitt en Rossi, na enig juridisch getouwtrek met Alan Lancaster over de naam 'Status Quo', toch weer op tournee te gaan, ditmaal in gezelschap van John 'Rhino' Edwards op bas, Jeff Rich op drums en Andy Bown op keyboards. In augustus van dat jaar kwam een nieuw album uit: "De titeltrack". "In the Army Now" was een cover van het Nederlandse duo Bolland & Bolland. Dit nummer werd uitgebracht op single en de band had hier een van zijn grootste hits mee. In de voormalige Sovjet-Unie, waar toen de perestrojka was begonnen, verkreeg Status Quo met liveoptredens een supersterrenstatus.
Alan Lancaster gaf het Status Quo-repertoire een Australisch vervolg met zijn Lancaster Bombers. Ook John Coghlan bleef actief met het oude Status Quo-repertoire.
Na een aantal andere albums kwam Status Quo in 2002 met Heavy Traffic. Inmiddels was drummer Jeff Rich vertrokken en hij werd vervangen door Matt Letley. Met dit nieuwe album keerde Status Quo terug naar de stevige en ongecompliceerde rock uit het begin van de jaren zeventig.
Heavy Traffic werd in 2003 gevolgd door een coveralbum getiteld Riffs. Hierop waren niet alleen maar covers te beluisteren, maar ook opnieuw opgenomen klassiekers als "Caroline", "Whatever You Want", "Down the Dustpipe" en "Rockin' All Over the World".
Op 19 september 2005 bracht de band weer een album uit: The Party Ain't Over Yet. De verschijning van dit album ging vergezeld van een wereldtournee. Bovendien werd in 2005 het feit gevierd dat Francis Rossi en Rick Parfitt elkaar veertig jaar geleden daarvoor hadden leren kennen. De tournee werd in december 2005 onderbroken vanwege gezondheidsproblemen van Rick Parfitt. Aanvankelijk werd vermoed dat hij aan keelkanker leed, maar dat bleek niet het geval te zijn.

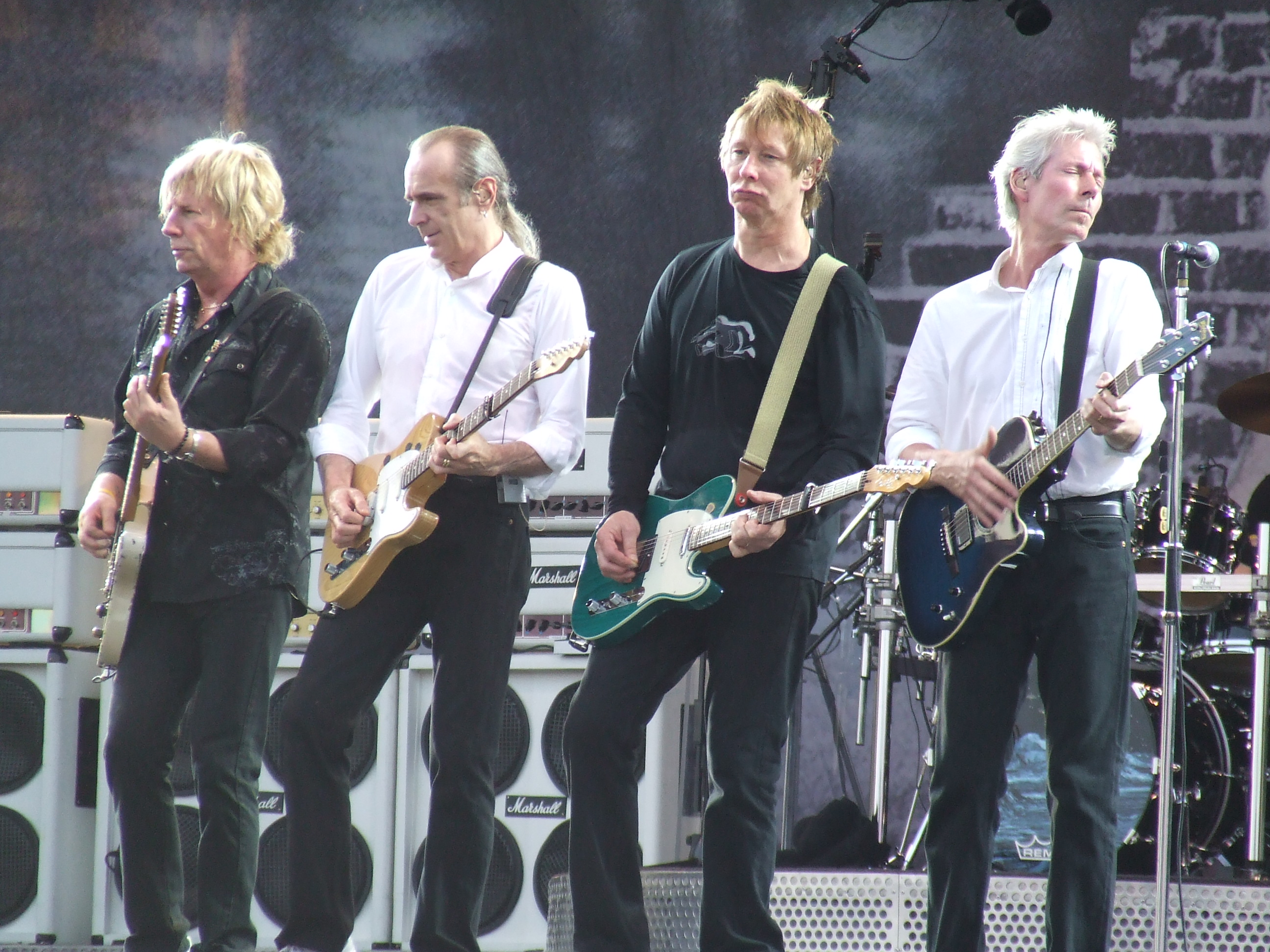
Status Quo in Lichtenvoorde Arrowrock festival, 2006

De band speelde in 2006 op het Arrow Rock Festival in Lichtenvoorde.
Op 6 november 2006 kwam de eerste officiële live-dvd uit: Just Doin' It. Deze bevatte opnamen van het concert dat Status Quo in mei 2006 gaf in de 'N.E.C.' in Birmingham.
Het Britse muziekblad NME riep Status Quo in 2006 uit tot de succesvolste Britse band ooit, omdat ze meer hitnoteringen (61) hadden behaald dan welke andere Britse band ook.
Op 1 juli 2007 speelde de band tijdens het Concert for Diana in het Wembley Stadium het nummer "Rockin' All Over the World". Op 27 juli 2007 trad de band op tijdens de openingsdag van het Zwarte Cross-festival in Lichtenvoorde. Op 11 augustus van dat jaar was Status Quo afsluiter van de eerste editie van Pinkpop Classic.
Het 33ste album van Status Quo verscheen op 17 september 2007 en heette In Search of the Fourth Chord, een titel die verwees naar het feit dat Status Quo regelmatig (ten onrechte) werd verweten slechts van drie akkoorden gebruik te maken.
In september 2008 bracht Status Quo samen met de Duitse danceact Scooter een technoversie uit van "Whatever You Want". Begin december van dat jaar kwam de band met zijn allereerste kerstsingle, "It's Christmas Time".
In februari 2010 werd aan Rossi en Parfitt de Orde van het Britse Rijk uitgereikt voor hun bijdrage aan de popmuziek en inzet voor goede doelen.
In 2011 verscheen een cd met nieuwe nummers, Quid Pro Quo.

### Documentaire en reünie
In september 2012 kwam de documentaire Hello Quo! van Alan G. Parker uit, waaraan ook de oud-leden van de Frantic Four, Alan Lancaster en John Coghlan, hadden meegewerkt. Lancaster en Coghlan speelden ook mee met Parfitt en Rossi tijdens een negen concerten tellende tournee in Groot-Brittannië in maart 2013. Van het concert op 17 maart werden dvd-opnamen gemaakt.
In 2013 ging de speelfilm Bula Quo! in première, een actiekomedie geregisseerd door Stuart St. Paul, met Rossi en Parfitt in de hoofdrol.
In maart 2014 kwam er een tweede en laatste reünie-tournee van de Frantic Four.
In 2014 en 2016 verschenen twee Aquostic-albums met akoestische versies van de oude hits.

### Overlijden Rick Parfitt
Rick Parfitt werd op 22 december 2016 vanwege complicaties omtrent een schouderkwaal opgenomen in een ziekenhuis in het Spaanse Marbella. Twee dagen later, op 24 december, overleed hij aldaar op 68-jarige leeftijd aan de gevolgen van een infectie. Ook had hij in juni van dat jaar een zware hartaanval na een optreden in de Turkse badplaats Antalya. De band maakte het overlijden van Parfitt via de eigen website bekend.

### Recent
Status Quo ging verder met de Ierse gitarist Richie Malone als plaatsvervanger van Parfitt. In september 2019 werd een nieuw album uitgebracht, Backbone, dat binnenkwam op nummer 28 in de Nederlandse Album Top 100. Diezelfde maand stond de band voor de tweede keer op het evenement Live in Hyde Park; samen met Westlife en hoofdact Pet Shop Boys. Tijdens de kerstaflevering van The Great British Bake-Off speelde Status Quo Rockin' All Over The World.
In Australië overleed bassist Alan Lancaster, een van de oprichters, op 26 september 2021 op 72-jarige leeftijd. Hij leed al enige jaren aan multiple sclerose waardoor de reünie van de Frantic Four slechts tot twee Britse tournees beperkt bleef.

## Bezetting
- Francis Rossi (zang, gitaar)
- Andy Bown (keyboard)
- Leon Cave (drums)
- John 'Rhino' Edwards (basgitaar)
- Richie Malone (zang, gitaar)

Voormalige bandleden
- Rick Parfitt (zang, gitaar) – 1967 tot en met 2016
- Roy Lynes (keyboard) – 1965 tot en met 1970
- John Coghlan (drums) – 1963 tot en met 1981
- Alan Lancaster (zang, basgitaar) – 1962 tot en met 1985
- Pete Kircher (drums) – 1982 tot en met 1985
- Jeff Rich (drums) – 1985 tot en met 2000
- Matt Letley (drums) – 2000 tot en met 2013

## Discografie

### Albums
| Album met eventuele hitnotering(en) in de Nederlandse Album Top 100 | Datum van verschijnen | Datum van binnenkomst | Hoogste positie | Aantal weken | Opmerkingen   |
| ------------------------------------------------------------------- | --------------------- | --------------------- | --------------- | ------------ | ------------- |
| Picturesque Matchstickable Messages from the Status Quo             | 1968                  | -                     |                 |              |               |
| Spare Parts                                                         | 1969                  | -                     |                 |              |               |
| Ma Kelly's Greasy Spoon                                             | 1970                  | -                     |                 |              |               |
| Dog of Two Head                                                     | 1971                  | -                     |                 |              |               |
| Piledriver                                                          | 1972                  | -                     |                 |              |               |
| Hello!                                                              | 1973                  | -                     |                 |              |               |
| Quo                                                                 | 1974                  | -                     |                 |              |               |
| On the Level                                                        | 1975                  | 22-02-1975            | 2               | 19           |               |
| Blue for You                                                        | 1976                  | 28-02-1976            | 1(3wk)          | 15           |               |
| Live                                                                | 1976                  | 26-02-1977            | 8               | 16           | Livealbum     |
| Rockin' All Over the World                                          | 1977                  | 12-11-1977            | 10              | 9            |               |
| If You Can't Stand the Heat                                         | 1978                  | 28-10-1978            | 14              | 10           |               |
| Whatever You Want                                                   | 1979                  | 20-10-1979            | 8               | 13           |               |
| Just Supposin'                                                      | 1980                  | 01-11-1980            | 15              | 7            |               |
| Never Too Late                                                      | 1981                  | 04-04-1981            | 17              | 7            |               |
| 1+9+8+2                                                             | 1982                  | 01-05-1982            | 5               | 12           |               |
| Back to Back                                                        | 1983                  | -                     |                 |              |               |
| Live at the National Exhibition Centre (Birmingham)                 | 1984                  | 12-05-1984            | 32              | 5            | Livealbum     |
| The Complete Hitalbum                                               | 1985                  | 06-04-1985            | 22              | 17           | Verzamelalbum |
| In the Army Now                                                     | 1986                  | 20-09-1986            | 45              | 9            |               |
| Ain't Complaining                                                   | 1988                  | 04-06-1988            | 54              | 4            |               |
| Perfect Remedy                                                      | 1989                  | -                     |                 |              |               |
| Rockin' All Over the Years                                          | 1990                  | 17-11-1990            | 22              | 13           | Verzamelalbum |
| Thirsty Work                                                        | 1994                  | 03-09-1994            | 32              | 7            |               |
| Under the Influence                                                 | 1999                  | 10-04-1999            | 74              | 2            |               |
| Greatest Hits and More                                              | 2000                  | 22-04-2000            | 16              | 7            | Verzamelalbum |
| Heavy Traffic                                                       | 23-09-2002            | 05-10-2002            | 75              | 2            |               |
| Xs All Areas – The Greatest Hits                                    | 01-10-2004            | -                     |                 |              | Verzamelalbum |
| The Party Ain't Over Yet...                                         | 19-09-2005            | 24-09-2005            | 65              | 2            |               |
| In Search of the Fourth Chord                                       | 14-09-2007            | 22-09-2007            | 71              | 2            |               |
| Top 100                                                             | 25-06-2010            | 17-07-2010            | 23              | 7            | Verzamelalbum |
| Quid Pro Quo                                                        | 27-05-2011            | 04-06-2011            | 32              | 3            |               |

| Album met hitnotering(en) in de Vlaamse Ultratop 200 albums | Datum van verschijnen | Datum van binnenkomst | Hoogste positie | Aantal weken | Opmerkingen   |
| ----------------------------------------------------------- | --------------------- | --------------------- | --------------- | ------------ | ------------- |
| Don't Stop                                                  | 1996                  | 11-05-1996            | 29              | 3            |               |
| Whatever You Want – The Very Best Of                        | 1997                  | 15-11-1997            | 33              | 14*          | Verzamelalbum |
| Quid Pro Quo                                                | 2011                  | 04-06-2011            | 61              | 3            |               |

### Singles
| Single met eventuele hitnotering(en) in de Nederlandse Top 40 | Datum van verschijnen | Datum van binnenkomst | Hoogste positie | Aantal weken | Opmerkingen                               |
| ------------------------------------------------------------- | --------------------- | --------------------- | --------------- | ------------ | ----------------------------------------- |
| Pictures of Matchstick Men                                    | 1968                  | 24-02-1968            | 4               | 9            | Nr. 3 in de Single Top 100                |
| Black Veils of Melancholy                                     | 1968                  | 04-05-1968            | 18              | 5            |                                           |
| Ice in the Sun                                                | 1968                  | 31-08-1968            | 24              | 7            |                                           |
| Technicolor Dreams                                            | 1968                  | 30-11-1968            | tip             | -            |                                           |
| Are You Growing Tired of My Love                              | 1969                  | 25-04-1968            |                 |              |                                           |
| Mean Girl                                                     | 1973                  | 23-06-1973            | 19              | 6            | Nr. 14 in de Single Top 100               |
| Down Down                                                     | 1975                  | 08-02-1975            | 2               | 11           | Nr. 1 in de Single Top 100                |
| Roll Over Lay Down (Live)                                     | 1975                  | 12-07-1975            | 2               | 13           | Nr. 2 in de Single Top 100                |
| Rain                                                          | 1976                  | 21-02-1976            | 5               | 7            | Nr. 5 in de Single Top 100                |
| Mystery Song                                                  | 1976                  | 31-07-1976            | 13              | 6            | Nr. 15 in de Single Top 100               |
| Wild Side of Life                                             | 1977                  | 01-01-1977            | 18              | 7            | Nr. 18 in de Single Top 100               |
| Rockin' All Over the World                                    | 1977                  | 05-11-1977            | 13              | 7            | Nr. 11 in de Single Top 100               |
| Hold You Back                                                 | 1978                  | 17-06-1978            | 8               | 9            | Nr. 6 in de Single Top 100 / Alarmschijf  |
| Again and Again                                               | 1978                  | 30-09-1978            | 10              | 9            | Nr. 9 in de Single Top 100                |
| Accident Prone                                                | 1979                  | 06-01-1979            | 13              | 6            | Nr. 10 in de Single Top 100               |
| Whatever You Want                                             | 1979                  | 06-10-1979            | 5               | 10           | Nr. 5 in de Single Top 100                |
| Runaway / Living on an Island                                 | 1979                  | 01-12-1979            | tip2            | -            | Nr. 25 in de Single Top 100               |
| What You're Proposing                                         | 1980                  | 04-10-1980            | 7               | 9            | Nr. 4 in de Single Top 100 / Alarmschijf  |
| Lies / Don't Drive My Car                                     | 1980                  | 20-12-1980            | 35              | 3            | Nr. 24 in de Single Top 100               |
| Something About You Baby I Like                               | 1981                  | 14-03-1981            | 37              | 3            | Nr. 15 in de Single Top 100               |
| Dear John                                                     | 1982                  | 17-04-1982            | 22              | 5            | Nr. 24 in de Single Top 100               |
| Ol' Rag Blues                                                 | 1983                  | 01-10-1983            | 21              | 4            | Nr. 20 in de Single Top 100               |
| Marguerita Time                                               | 1984                  | 07-01-1984            | tip2            | -            | Nr. 35 in de Single Top 100               |
| The Wanderer                                                  | 1984                  | 17-11-1984            | 4               | 9            | Nr. 6 in de Single Top 100                |
| Rock 'n' Roll                                                 | 1985                  | 26-01-1985            | 25              | 6            | Nr. 20 in de Single Top 100               |
| Rollin' Home                                                  | 1986                  | 07-06-1986            | tip2            | -            | Nr. 43 in de Single Top 100               |
| In the Army Now                                               | 1986                  | 08-11-1986            | 11              | 7            | Nr. 15 in de Single Top 100               |
| Anniversary Waltz (part One)                                  | 1990                  | 17-11-1990            | 4               | 8            | Nr. 5 in de Single Top 100                |
| Anniversary Waltz (Part Two)                                  | 1991                  | -                     |                 |              | Nr. 66 in de Single Top 100               |
| The Way It Goes                                               | 1999                  | 27-03-1999            | tip21           | -            | Nr. 62 in de Single Top 100               |
| Little White Lies                                             | 1999                  | -                     |                 |              | Nr. 73 in de Single Top 100               |
| Twenty Wild Horses                                            | 1999                  | -                     |                 |              | Nr. 96 in de Single Top 100               |
| Jump That Rock (Whatever You Want)                            | 26-09-2008            | -                     |                 |              | met Scooter / Nr. 91 in de Single Top 100 |

| Single met hitnotering(en) in de Vlaamse Ultratop 50 | Datum van verschijnen | Datum van binnenkomst | Hoogste positie | Aantal weken | Opmerkingen                 |
| ---------------------------------------------------- | --------------------- | --------------------- | --------------- | ------------ | --------------------------- |
| Mean Girl                                            | 1973                  | -                     |                 |              | Nr. 25 in de Radio 2 Top 30 |
| Down Down                                            | 1975                  | -                     |                 |              | Nr. 1 in de Radio 2 Top 30  |
| Roll Over Lay Down (Live)                            | 1975                  | -                     |                 |              | Nr. 7 in de Radio 2 Top 30  |
| Rain                                                 | 1976                  | -                     |                 |              | Nr. 7 in de Radio 2 Top 30  |
| Mystery Song                                         | 1976                  | -                     |                 |              | Nr. 15 in de Radio 2 Top 30 |
| Wild Side of Life                                    | 1977                  | -                     |                 |              | Nr. 18 in de Radio 2 Top 30 |
| Rockin' All Over the World                           | 1977                  | -                     |                 |              | Nr. 15 in de Radio 2 Top 30 |
| Hold You Back                                        | 1978                  | -                     |                 |              | Nr. 16 in de Radio 2 Top 30 |
| Again and Again                                      | 1978                  | -                     |                 |              | Nr. 21 in de Radio 2 Top 30 |
| Accident Prone                                       | 1979                  | -                     |                 |              | Nr. 14 in de Radio 2 Top 30 |
| Whatever You Want                                    | 1979                  | -                     |                 |              | Nr. 4 in de Radio 2 Top 30  |
| Runaway / Living on an Island                        | 1979                  | -                     |                 |              | Nr. 20 in de Radio 2 Top 30 |
| What You're Proposing                                | 1980                  | -                     |                 |              | Nr. 6 in de Radio 2 Top 30  |
| Lies / Don't Drive My Car                            | 1980                  | -                     |                 |              | Nr. 23 in de Radio 2 Top 30 |
| Dear John                                            | 1982                  | -                     |                 |              | Nr. 17 in de Radio 2 Top 30 |
| Ol' Rag Blues                                        | 1983                  | -                     |                 |              | Nr. 27 in de Radio 2 Top 30 |
| The Wanderer                                         | 1984                  | -                     |                 |              | Nr. 10 in de Radio 2 Top 30 |
| In the Army Now                                      | 1986                  | -                     |                 |              | Nr. 12 in de Radio 2 Top 30 |
| Anniversary Waltz (Part One)                         | 1990                  | -                     |                 |              | Nr. 7 in de Radio 2 Top 30  |
| Anniversary Waltz (Part Two)                         | 1991                  | -                     |                 |              | Nr. 20 in de Radio 2 Top 30 |

### NPO Radio 2 Top 2000
| Nummers met noteringen in de NPO Radio 2 Top 2000 | '99  | '00  | '01  | '02  | '03  | '04  | '05  | '06  | '07  | '08  | '09  | '10  | '11  | '12  | '13  | '14  | '15  | '16  | '17  | '18  | '19  | '20  | '21  | '22  | '23  | '24  |
| ------------------------------------------------- | ---- | ---- | ---- | ---- | ---- | ---- | ---- | ---- | ---- | ---- | ---- | ---- | ---- | ---- | ---- | ---- | ---- | ---- | ---- | ---- | ---- | ---- | ---- | ---- | ---- | ---- |
| Down Down                                         | -    | 509  | 262  | 381  | 418  | 414  | 381  | 455  | 563  | 432  | 496  | 512  | 675  | 576  | 681  | 688  | 792  | 845  | 820  | 983  | 811  | 943  | 890  | 949  | 1041 | 1065 |
| Ice in the Sun                                    | 1839 | -    | -    | -    | -    | -    | -    | -    | -    | -    | -    | -    | -    | -    | -    | -    | -    | -    | -    | -    | -    | -    | -    | -    | -    | -    |
| In the Army Now                                   | -    | 992  | 900  | 1365 | 1498 | 1692 | 1295 | 1547 | 1824 | 1545 | 1909 | 1855 | 1728 | 1556 | 1809 | 1908 | -    | 1842 | 1860 | 1852 | 1542 | 1449 | 1453 | 1562 | 1786 | 1908 |
| Pictures of Matchstick Men                        | 1379 | -    | 1178 | 1764 | -    | 1817 | 1819 | 1771 | -    | 1984 | 1973 | -    | -    | -    | -    | -    | -    | -    | -    | -    | -    | -    | -    | -    | -    | -    |
| Rockin' All Over the World                        | -    | 763  | 665  | 710  | 1016 | 829  | 641  | 876  | 939  | 812  | 910  | 962  | 986  | 1103 | 1123 | 1344 | 1246 | 1170 | 1324 | 1384 | 1170 | 1142 | 1096 | 1236 | 1334 | 1384 |
| Roll Over Lay Down                                | 167  | 160  | 89   | 136  | 172  | 226  | 150  | 220  | 328  | 196  | 295  | 330  | 372  | 492  | 442  | 438  | 599  | 561  | 581  | 686  | 631  | 627  | 667  | 695  | 687  | 921  |
| The Wanderer                                      | -    | 1530 | 762  | 1881 | 1937 | 1571 | 1496 | 1798 | -    | 1865 | -    | -    | -    | -    | -    | -    | -    | -    | -    | -    | -    | -    | -    | -    | -    | -    |
| Whatever You Want                                 | 525  | 397  | 298  | 286  | 479  | 425  | 383  | 500  | 561  | 449  | 540  | 603  | 669  | 651  | 636  | 629  | 680  | 667  | 711  | 663  | 599  | 534  | 496  | 567  | 691  | 733  |

1. ↑  Een '-' betekent dat het nummer niet was genoteerd en een vetgedrukt getal geeft de hoogste notering van een nummer aan.

### Dvd's
| Dvd's met hitnoteringen in de Nederlandse Music Top 30            | Datum van verschijnen | Datum van binnenkomst | Hoogste positie | Aantal weken | Opmerkingen |
| ----------------------------------------------------------------- | --------------------- | --------------------- | --------------- | ------------ | ----------- |
| Pictures – Live at Montreux 2009                                  | 2009                  | 24-10-2009            | 17              | 4            |             |
| Back2SQ.1 – The Frantic Four Reunion 2013 – Live at Wembley Arena | 2013                  | 12-10-2013            | 6               | 8            |             |
| The Frantic Four's Final Fling – Live at Dublin O2 Arena          | 2014                  | 06-09-2014            | 1(1wk)          | 10           |             |
| Aquostic – Live @ The Roundhouse                                  | 2015                  | 18-04-2015            | 5               | 11           |             |
| The Last Night of the Electrics                                   | 2017                  | 22-07-2017            | 1(2wk)          | 18           |             |